# Luís Hurtado de Mendoza
Luís Hurtado de Mendoza foi Vice-rei de Navarra e marquês de Mondéjar. Exerceu o vice-reinado de Navarra entre 1543 e 1546. Antes dele o cargo foi exercido por Juan de Vega. Seguiu-se-lhe Álvaro de Mendoza.